# Hyacinthe Azaïs
Pour les articles homonymes, voir Azaïs.
Pierre Hyacinthe Azaïs, dit Hyacinthe Azaïs, né le 1er mars 1766 à Sorèze et mort le 22 janvier 1845 à Paris, est un philosophe français.

## Biographie
Hyacinthe Azaïs est le fils de Hyacinthe Azaïs (1741-1795), compositeur et professeur de musique à l'abbaye de Sorèze de 1766 à 1783, et de Marie Picard de Lépine (1731-1768), elle-même fille de François Picard de Lepine (Abbeville, 12 octobre 1681- Toulouse 27 octobre 1761), facteur d’orgues et Jeanne Bonnet. Il perd sa mère à deux ans et demi.
Il fait toutes ses études au collège de Sorèze. Il entre à 17 ans dans la Congrégation de la doctrine chrétienne. Il est nommé régent de la classe de cinquième du collège de Tarbes mais s'y ennuie. L'évêque d'Oloron le prend pour secrétaire et le presse à entrer dans les ordres. Cette situation ne convenant pas, il devient organiste à l'abbaye de Villemagne, puis précepteur du jeune vicomte Imbert de Bosc, dans les Cévennes. 
Au début de la Révolution, il est attiré par les nouvelles idées et sort de la congrégation pour participer aux événements de la Révolution, mais il en condamne les excès dans une brochure. Il est alors poursuivi et condamné par le tribunal d'Albi. Proscrit après le 18 fructidor, il reste caché durant trois ans dans un hospice de sœurs de charité, à Tarbes. 
À Bagnères-de-Bigorre, en 1803, où il se fait oublier comme précepteur de la famille Soubies, il noue une idylle platonique avec Sophie Cottin, idylle rompue car elle ne pouvait lui donner la famille espérée.
Il est à Paris en 1806 et écrit des essais qui attirent l'attention de Napoléon Ier qui le nomme professeur d'histoire et de géographie au Prytanée de Saint-Cyr et maître de conférences à l'Athénée[Lequel ?], puis inspecteur de la librairie à Avignon, en 1807, puis à Nancy, en 1812. Ayant écrit des textes élogieux pour Napoléon, il perd son poste à la chute de l'Empire. Pendant les Cent-Jours, il est nommé recteur de l'Académie de Nancy, le 16 mars 1815, mais il perd cet emploi à la Seconde Restauration. Il se consacre alors à des écrits politiques, auxquels il applique son optimisme philosophique.
Madame de Staël et des amis obtiennent pour lui une pension royale. Il travaille dans le journalisme.
En 1830, il est candidat à l'Académie française.

## Théorie philosophique
Son double système philosophique et physique, célèbre au début du XIXe siècle, prétend expliquer par la loi des compensations toutes les vicissitudes des destinées humaines, et par la loi de l'équilibre tous les phénomènes de la nature et du monde. Selon sa théorie, le monde obéit à deux forces suprêmes : expansion et compression. Par leur action et leur réaction infinies, elles produisent un équilibre et ainsi une harmonie universelle.
La parole du nouvel apôtre lui gagne beaucoup de disciples ; mais avec une naïveté de conviction qui résiste à toutes les épigrammes, Azaïs a le tort de croire qu’il a donné le dernier mot de la science ; et alliant le mysticisme aux principes de la philosophie du XVIIIe siècle, il fait de sa découverte, un tissu paradoxal de subtilités souvent incohérentes.

## Anecdotes
Des rapprochements ont été faits avec un ouvrage d'Antoine Lasalle, la Balance universelle, le système des compensations n'étant alors vu que comme la reproduction de l'ouvrage.
Une rue de Paris porte son nom.
L'intrigue de la pièce de théâtre La Facture de Françoise Dorin (diffusée pour la première fois le 27 février 1976 sur TF1) repose sur la théorie d'Azaïs. 
Louis Verneuil (en collaboration avec Georges Berr) a également écrit une pièce intitulée Azaïs en 1925 et s'inspirant des pensées du philosophe.

## Publications
Azaïs a publié une cinquantaine d'ouvrages (souvent en plusieurs tomes) : une trentaine de titres philosophiques et une vingtaine de titres politiques : 
- Des compensations dans les destinées humaines (1809)
- Système universel, 1810-1812, Avignon, 8 volumes in-8
- Du sort de l'homme dans toutes les conditions, 3 vol. (1821)
- Cours de philosophie générale, Paris, 1823-1828, 8 volumes in-8.
- Nouvel Ami des enfants (1816)
- Un mois de séjour dans les Pyrénées, Paris, Leblanc, 1809, préface de Mme Azaïs, 227 p.
- Adresse aux libéraux  (1820)
- A M. le vicomte de Châteaubriand, pair de France, sur ses projets politiques, et sur la situation actuelle des choses et des esprits. (1818)
- Comment cela finira-t-il ? (1819)
- De la Constitution sociale aujourd'hui convenable au peuple français (1831)
- La vérité entière sur la charte et sur la crise actuelle, (1829)

Il exposait en même temps ses idées dans des cours publics fort suivis. Mais ses efforts répétés d'intéresser les savants de l'Institut furent un échec total.

## À voir
- Journal manuscrit à Sorèze.
- Bibliothèque de l’Institut.   Manuscrits 2637-2645, legs de Mme Jules Mohl.